# Giuseppe Malatesta Garuffi
Giuseppe Malatesta Garuffi, (né à Rimini, en 1649 ou en 1655 et mort dans cette même ville en 1727), est un littérateur et antiquaire italien.

## Biographie
Né à Rimini en 1655, il embrassa l’état ecclésiastique et s’appliqua à l’étude avec un zèle extraordinaire, sans pourtant négliger ses devoirs : il devint archiprêtre du diocèse, fut fait conservateur de la fameuse bibliothèque Gambalunga, et mourut dans sa patrie en 1727. Il était membre de plusieurs académies, et entre autres de celle d’Arcadie de Rome, où il était connu sous le nom d’Agamede Sciatio. Cinelli lui donne de grands éloges, et déclare qu’il a souvent profité de ses lumières.

## Œuvres
- Il sole tramontato, ovvero orazione funebre nell’essequie solenni del P. Tommaso Fabrizio, Rimini, 1674, in-4° ;
- Il Rodrigo, dramma per musica, Rome, 1677, in-12, réimprimé à Parme. C’est, suivant Tiraboschi, le premier exemple en Italie d’une pièce à un seul personnage.
- Des rime ou poésies diverses en italien, Rimini, 1682, in-12 ;
- Topografia alfabetico-istorica di tutti i comitati dell'Ungheria, Bologne, 1684, in-8° ;
- L’Italia accademica, o sia Le accademie aperte a pompa e decoro delle lettere più amene nelle città italiane, Rimini, 1688, in-8°, ouvrage rare ; il devait avoir une suite qui n’a point paru ;
- Lucerna lapidaria quæ titulos, monimenta, epitaphia, inscriptiones ac sepulcra, tum gentilium, tum christianorum, via Flaminia et Arimini scrutatur, ibid., 1692, in-4°. Cet ouvrage a été inséré dans le tome 7, 2e partie du Thesaurus Italiæ, de Burmann ; on en trouvera une critique aussi judicieuse que polie dans les Acta Eruditorum, année 1695.
- Vita e miracoli del beato Amato, Venise, 1695, in-8° ;
- Il genio de’ letterati appagato colle notizie più scelte e pellegrine de’ libri moderni, Forlì, 1705,1708, 1709, 5 vol. in-4° ; journal peu commun, mais aussi peu intéressant. On regrette que l’auteur ne se soit pas trouvé placé dans une ville où il aurait pu se procurer plus facilement des ouvrages dont la connaissance aurait été utile à ses lecteurs. On a encore de Garuffi : Poetici musaei tesselatio, seu distichorum centuria, Forlì ; Sphingis coma ænigmatica, Rimini. Il annonçait d’autres ouvrages, qui sont restés en manuscrit : Templum Malatestarum a Lucæ Waddingii calumniis vindicatum ; commentaria in quosdam chemicos characteres insculptos orificio ollæ sub terra inventa ; enfin les Annales de la ville de Rimini, en italien.

## Source
- « Garuffi (Joseph-Malatesta) », dans Louis-Gabriel Michaud, Biographie universelle ancienne et moderne : histoire par ordre alphabétique de la vie publique et privée de tous les hommes avec la collaboration de plus de 300 savants et littérateurs français ou étrangers, 2e édition, 1843-1865 [détail de l’édition]